# Краківська дорога
Краківська дорога — торговий шлях XVI-XVIII ст.ст. у західному напрямку, що в трьох варіантах вів зі Львова до Кракова:
- перша — через Городок, Любачів, Ряшів, Сандомир, Опатів, Радом до Кракова, а далі через Брест-Куявський до Торуня;
- другий комбінований варіант цієї дороги проходив зі Львова через Городок, Перемишль, Ярослав, Сандомир;
- третя йшла зі Львова через Городок, Перемишль, Радимно, Ярослав, Пшеворськ, Ланьцут і далі доходила до Кракова.